# Reijirō Koroku
Reijirō Koroku (小六 禮次郎), Koroku Reijirō; né le 13 décembre 1949 à Okayama dans la préfecture d'Okayama, est un compositeur japonais.

## Biographie
Reijirō Koroku fait ses études au conservatoire de l'Université des arts de Tokyo. Depuis, il a travaillé en tant que compositeur et arrangeur. Il a écrit la musique d'opéras, de chansons, de pièces de théâtre, de jeux vidéo et de productions télévisuelles et cinématographiques. Pour ses musiques composées pour Le loup blanc et Gekido no 1750 nichi il est nommé en 1991 dans la catégorie meilleur compositeur de film du prix de l'Académie japonaise.
Koroku est marié à l'actrice Chieko Baishō.

## Filmographie

### Compositeur

#### Cinéma
- 1984 : Le Retour de Godzilla
- 1984 : The Enchanted Journey
- 1985 : Karibu: Ai no shinfoni
- 1988 : Kamu onna
- 1989 : Hana monogatari
- 1989 : Mangetsu no kuchizuke
- 1989 : Sakura no ki no shita de
- 1990 : Gekido no 1750 nichi
- 1990 : Pod severnym siyaniyem
- 1991 : Ushiro no shoumen daare
- 1991 : Video Girl Ai
- 1992 : Kantsubaki
- 1992 : Sôressha gayatte kita
- 1993 : Bokyo
- 1995 : Gokudo no onna-tachi: Akai kizuna
- 2004 : Konbanwa
- 2005 : O_chi
- 2005 : Toki wo ute Takiji
- 2008 : Furusato wo kudasai
- 2009 : Beauty utsukushimono
- 2010 : Bengoshi Fuse Tatsuji
- 2018 : Yakyûbuin, Engeki no Butai ni tatsu!

#### Télévision

##### Séries télévisées
- 1979 : Purin Purin Monogatari
- 1983 : Alice au pays des merveilles
- 1984 : Aoi hitomi no seiraifu
- 1984 : Les koalous
- 1986 : Pollyanna
- 1989 : Guyver: The Bioboosted Armor
- 1996 : Hideyoshi
- 1998 : Ten urara
- 2006 : Kômyô ga tsuji
- 2015 : Kaze no Tôge: Ginkan no Fu

##### Téléfilms
- 1993 : Akai reikyûsha 2: Kokui no kekkonshiki
- 1994 : Akai reikyûsha 3: Kieta haigusha
- 1995 : Akai reikyûsha 4: Futatsu no bohyô
- 1996 : Akai reikyûsha 5: Hanayakana gosan

### Parolier

#### Séries télévisées
- 1977 : Angie détective en herbe